# Abelha-canudo
As abelhas-canudo (Scaptotrigona depilis) são abelhas sociais da subfamília dos meliponíneos, presente em vários estados do Brasil. Em alguns lugares é chamada de tubuna e é muito confundida com a tubuna propriamente dita (Scaptotrigona bipunctata), porém são espécies diferentes. Por conta de muitas vezes o mesmo nome popular ser usado para espécies diferentes, pode gerar confusão por serem abelhas bastante parecidas no geral, na grande maioria das vezes sendo escuras, só sendo possível diferenciá-las por detalhes no seu fenótipo e tipos de ninhos e pitos de entrada que costumam fazer.
Apresenta cabeça e tórax e abdômen pretos, possuindo ainda uma marcação clara na face (geralmente amarelada) bem perceptível. É uma abelha totalmente lisa (por isto o nome científico depilis - sem pêlos) e não possui qualquer marcação no abdômen. Mede 7 milímetros de comprimento. Constrói ninhos em ocos em árvores de maior porte na natureza.

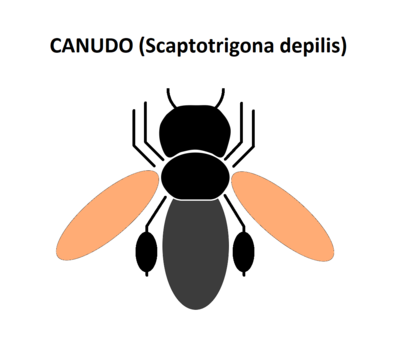
Existem diversas espécies de Scaptotrigonas. A imagem representa a Scaptotrigona depilis e suas características físicas. A canudo tem asas amarronzadas, cabeça, tórax e abdômen preto, com ausência de marcações no abdômen. Possui, ainda, uma marcação clara na face (geralmente amarelada) bem perceptível

## Taxonomia e filogenia
A Scaptotrigona depilis é um membro da ordem Hymenoptera, que é uma das quatro maiores ordens de insetos. É da família Apidae, que é composta de abelhas, e a subfamília é o Apinae, que são abelhas com cesta de pólen. Junto com outras espécies na tribo Meliponini, a canudo é uma abelha eussocial sem ferrão da família das scaptotrigonas. Existem cerca de 500 espécies conhecidas nesta tribo, a maioria dos quais estão localizados nos neotrópicos.

## Características
A canudo é uma abelha defensiva, assim como outros membros do mesmo gênero. Não são difíceis de capturar nas iscas em regiões em que ocorre. Em áreas urbanas, a canudo tem tido certo sucesso ao se adaptar as cidades, porém por ser defensiva pode incomodar as pessoas, diminuindo suas chances de sobrevivência, com pessoas incomodadas matando suas colônias.
Está distribuída no Brasil nos estados do MS, MG, SP, RS, GO, DF, SC e PR.
Uma pesquisa publicada em 2019 mostra que a larva de abelha canudo necessita consumir dentro da própria célula de cria um tipo de colônia de fungos para se desenvolver. Apesar do estudo ter se restringindo a abelha canudo, muito provavelmente todas as abelhas do gênero Scaptotrigona necessitam deste fungo para sobreviver.
Scaptotrigonas conseguem gerar híbridos e com esta espécie não é diferente, podendo gerar descendentes híbridos como com mandaguari preta, canudo, dentre outras scaptotrigonas. Algumas vezes as abelhas híbridas possuem características físicas das duas espécies, mas outras vezes parecem ter características apenas de uma delas.

Em caixas do tipo racional modelo INPA, seus ninhos necessitam de tamanho interno de 20x20x7 centímetros para ninho e sobreninho e 20x20x5 centímetros para melgueira, necessitando 1 ninho e 2 sobreninhos. Caixas de canudo podem ser mantidas a uma distância de 20 centímetros uma da outra. Seu pito de entrada é construído com uma abertura na ponta bem ampla parecendo uma corneta, sendo que em colônias novas o pito normalmente é curto, em colônias mais velhas/maduras o pito costuma ser grande, mas com a mesma característica de abertura ampla na ponta que lembra uma corneta.